# Louis Alibert
Louis Alibert, también conocido por su nombre en occitano Loís Alibèrt, (Bram, 1884-Montpellier, 1959) fue un lingüista y gramático francés.
Se dedicó a la restauración y la normalización de la lengua occitana moderna sobre la base dejada por Frédéric Mistral y Antonin Perbosc. Fue secretario general de la Societat d'Estudis Occitans, creada en Toulouse en 1930, y siguió los métodos del Instituto de Estudios Catalanes.
En 1935, la Oficina de Relacions Meridionals de la Generalidad de Cataluña le publicó en Barcelona la obra Gramatica occitana segon los parlars lengadocians, dedicada exclusivamente a los hablantes languedocianos, que sirvió de base para la depuración del resto de los dialectos occitanos. 
Inició así el camino hacia la creación de una lengua literaria común, alcanzada de forma parcial después de la Segunda Guerra Mundial por el nuevo Institut d'Estudis Occitans, continuador de la Sociedad. Consagró la madurez al recopilar materiales para un diccionario occitano, destinado a terminar con la fragmentación dialéctica escrita y al afrancesamiento del vocabulario, de la ortografía y de la sintaxis. Murió antes de completar esta obra, que fue publicada póstumamente (Dictionnaire occitan-français, 1965).

## Obras
- Gramatica occitana segon los parlars lengadocians, 1935-1937
- Les troubadours de l'Aude, 1941
- Origine et destin de la langue d'Oc, 1942
- Tèrra d'Òc, 1908-1930
- Sur quelques toponymes catalano-occitans dans l'Aude, 1956
- Toponymes de l'Aude, 1957
- Sept élégies de Tibulle traduites en languedocien, 1928
- Dictionnaire occitan-français selon les parlers languedociens, 1966 (póstumo)